# Trống đồng Đông Sơn
Trống đồng Đông Sơn hay trống đồng Heger loại I là một loại trống đồng tiêu biểu cho Văn hóa Đông Sơn (thế kỷ 7 TCN - thế kỷ 6 CN) của người Việt cổ. Những chiếc trống này với quy mô đồ sộ, hình dáng cân đối, hài hoà đã thể hiện một trình độ rất cao về kỹ năng và nghệ thuật, đặc biệt là những hoa văn phong phú được khắc họa, miêu tả chân thật đời sống sinh hoạt của con người thời kỳ dựng nước mà người ta vẫn cho là chìm trong đám mây mù của truyền thuyết Việt Nam. Viện Bảo tàng Lịch sử Việt Nam đã lưu giữ một số lớn trống đồng Đông Sơn. Cho đến nay, theo các số liệu đã tạo thành bộ sưu tập trống đồng lớn nhất thế giới. Ngôi sao nhiều cánh ở giữa mặt trống tượng trưng cho thần Mặt Trời vì người dân Văn Lang quan niệm về một vị thần có liên quan đến Mặt Trời.

Trống đồng Đông Sơn

- Trong lễ mai táng các quan lang Mường và các ngày hội hè của người Mường tỉnh Hòa Bình.
- Trong cuộc tế "thần sấm" của người Lê ở đảo Hải Nam, Trung Quốc.[1]
- Theo bài dân ca H'Mông, Việt Nam "Hồng thủy hoành lưu" thì trống đồng đã cứu sống tổ tiên người H'Mông trong thời kỳ có nạn lụt lớn.[2]
- Trống được diễn tấu với dàn nhạc trong vương triều phong kiến thời nhà Hậu Lê, được ghi ở trong sách "Cương mục".[3]
- Trống đồng đã được sử dụng trong quân đội thời nhà Trần theo một bài thơ của Trần Phu, sứ thần nhà Nguyên tại nước Đại Việt thuở ấy.
- Trống biến thành vật chôn theo người chết như ở khu mộ táng Đông Sơn, tỉnh Thanh Hóa.
- Trống dùng để báo hiệu ra trận.

Nhìn chung chức năng chủ yếu của trống đồng vẫn là chức năng của một nhạc khí. Đánh vào vành 1-3 được nốt Si giáng; ở vành 4-5 được nốt Mi và Fa; ở vành 7 cũng được nốt Si giáng. Từ vành 9 trở ra lại trở lại nốt Mi (theo kết quả ghi âm của Cao Xuân Hạo)
Trống Đồng còn tượng trưng cho quyền lực của các vị thủ lĩnh ngày xưa. Các vị vua thưởng cho các tù trưởng người dân tộc những chiếc trống đồng. Điều đó thể hiện uy quyền của nhà nước đối với các vùng tự trị, tự do tương đối. Theo Hậu Hán thư (後漢書 - một cuốn chính sử của Trung Quốc), Mã Viện, tướng nhà Hán đã dập tắt cuộc nổi dậy của Hai Bà Trưng vào khoảng năm 40-43, đã thu và nấu chảy trống đồng của các thủ lĩnh địa phương. Điều đó cũng cho thấy ý nghĩa chính trị của trống đồng Đông Sơn những ngày này.

## Tên gọi theo phân loại
Trong năm 1902, nhà nghiên cứu người Áo Franz Heger đã xuất bản tập sách "Những trống kim khí ở Đông Nam Á" đã chủ trương chia trống đồng thành bốn loại chính, gọi tắt là HI, HII, HIII và HIV, theo thứ tự từ cổ nhất đến gần đây nhất. (Xem bài chính Hệ thống phân loại trống). Trống đồng Đông Sơn của Việt Nam được xếp vào loại HI.

## Đặc điểm của trống đồng Đông Sơn
- Bao quanh ngôi sao có hình người, vật, động vật và hoa văn hình học. Hoa văn hình học thường thấy là: đường chấm nhỏ, vành chỉ trơn, vòng tròn chấm giữa tiếp tuyến, vòng tròn đồng tâm chấm giữa có tiếp tuyến, hoa văn hình chữ {\displaystyle \int _{\,}^{\,}} gãy khúc,các răng cưa và vạch ngắn song song, và các chữ của người Việt cổ, hình ảnh về con người như trai gái giã gạo, múa hát, các chiến binh trên thuyền và cả những hoạt động hàng ngày của nhân dân thời đó.
- Thân trống thường có hình thuyền, hình vũ sĩ, hình một số con chim,thú thông thường thì chỉ có hoa văn hình học.
- Quai trống thường làm theo hình dây thừng bện.

## Phân loại trống
Trống đồng Đông Sơn được phân loại theo sự phân bố của những hình khắc và hoa văn trên trống:

### Nhóm A

#### Tiểu nhóm A1
Gồm 6 trống: Ngọc Lũ , Hoàng Hạ, Sông Đà, Khai Hóa, Bản Thôm và Quảng Xương.
1. Đặc điểm:
  - Hình khắc phong phú, gồm hình người và động vật, trong đó hình người đóng vai trò chủ đạo
  - Tang trống khắc 6 chiếc thuyền và ở giữa thân trống có hình võ sĩ đứng trong các ô chữ nhật.
2. Hoa văn:
  - Hoạ tiết lông công xen giữa các cánh sao, hoa văn hình chữ {\displaystyle \int _{\,}^{\,}} gãy khúc và có hoa văn răng cưa

#### Tiểu nhóm A2
Gồm 8 trống: Miếu Môn, Vũ Bị, Đồi Ro, Làng Vạc I, Làng Vạc II, Pha Long, Phú Xuyên và Quảng Trị.
1. Đặc điểm:
  - Giống tiểu nhóm A1 là tang trống cũng có cảnh đua thuyền, nhưng số lượng thuyền thay đổi,trên mặt trống không có cảnh sinh hoạt như ở nhóm A1. Ngoài ra có thêm những động vật kỳ dị như con vật đầu chim, có 4 chân và đuôi dài như đuôi cáo hoặc là hình con vật 4 chân, có bờm, đuôi cuộn, mõm há. Thay vào hình vũ sĩ là hình con bò hay hình con chim.
2. Hoa văn:
  - Hoa văn chủ đạo là họa tiết tam giác lồng nhau xen giữa các cánh sao và hoa văn răng cưa.

### Nhóm B
Nhóm này chiếm số lượng nhiều nhất, gồm 26 trống: Duy Tiên, Yên Tập, Ngọc Lũ II, Phú Duy, Núi Gôi, Việt Khê, Làng Vạc III, Làng Vạc IV, Định Công I, Định Công II, Định Công III, Cửu Cao, Mật Sơn, Thiết Cương, Phương Tú, Pắc Tà, Giải Tất, Bình Phủ, Hà Nội, Hoằng Vinh, Vĩnh Ninh, Đông Sơn I, Đông Sơn II, Đông Sơn III, Đông Sơn IV, Đào Thịnh, Phú Khánh
Đặc điểm:
- Hình ngôi sao trên mặt trống phần nhiều là 12 cánh, ngoài ra có một số trống là hình sao 8 cánh và 10 cánh.
- Vành chim trên mặt trống thường khắc bốn con, một vài trống là sáu con.
- Hoạ tiết lông công đã có biến thể, hình tam giác phủ vạch chéo, hình chữ gãy khúc và vạch ngắn song song.

### Nhóm C
Gồm 11 trống: Hữu Chung, Đông Hiếu, Đa Bút, Phú Phương I, Phú Phương II, Nông Cống, Thôn Bùi, Chợ Bờ, Đắc Glao, Thôn Mống, Hàng Bún.
Đặc điểm:
- Trên mặt trống xuất hiện 4 khối tượng cóc và vành hoa văn hình chim cách điệu bao quanh ngôi sao. Ngôi sao phần nhiều có 12 cánh, vành chim có từ 4 đến 10 con. Trên mặt trống có 6 dạng văn chủ yếu sau: hình tam giác lồng nhau, vòng tròn đồng tâm chấm giữa và có tiếp tuyến, vạch ngắn song song, chữ M lồng nhau, đường gấp khúc liên tiếp tạo thành những ô hình trám và hoa văn có hình trâm.

Ngoài ra còn có nhiều trống minh khí có kích thước nhỏ, trên trống lại có rất ít hoa văn trang trí nên không được đưa vào hệ thống phân loại trên.
Tháng 8 năm 2004, Bảo tàng Lịch sử Việt Nam đã tổ chức kỷ niệm 80 năm văn hóa Đông Sơn xuất lộ với nhiều hoạt động trưng bày hiện vật, trong đó có việc trưng bày các loại trống đồng Đông Sơn.

## Danh sách trống đồng Đông Sơn
Xem bài chính Danh sách một số trống đồng Đông Sơn nổi tiếng

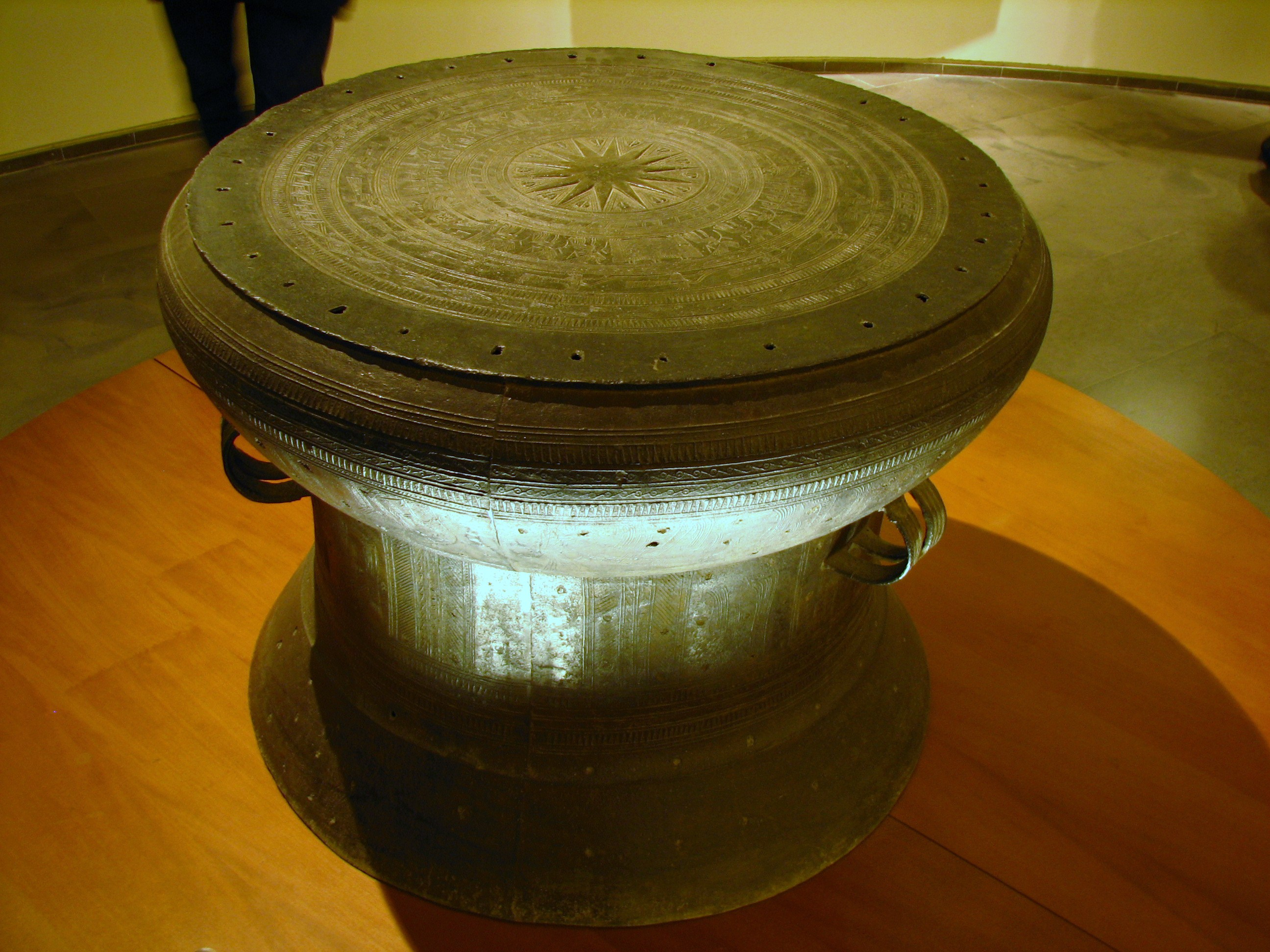
Trống đồng Đông Sơn trưng bày tại Bảo tàng Guimet, Paris, Pháp
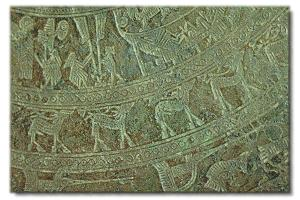
Một góc bề mặt trống đồng Ngọc Lũ
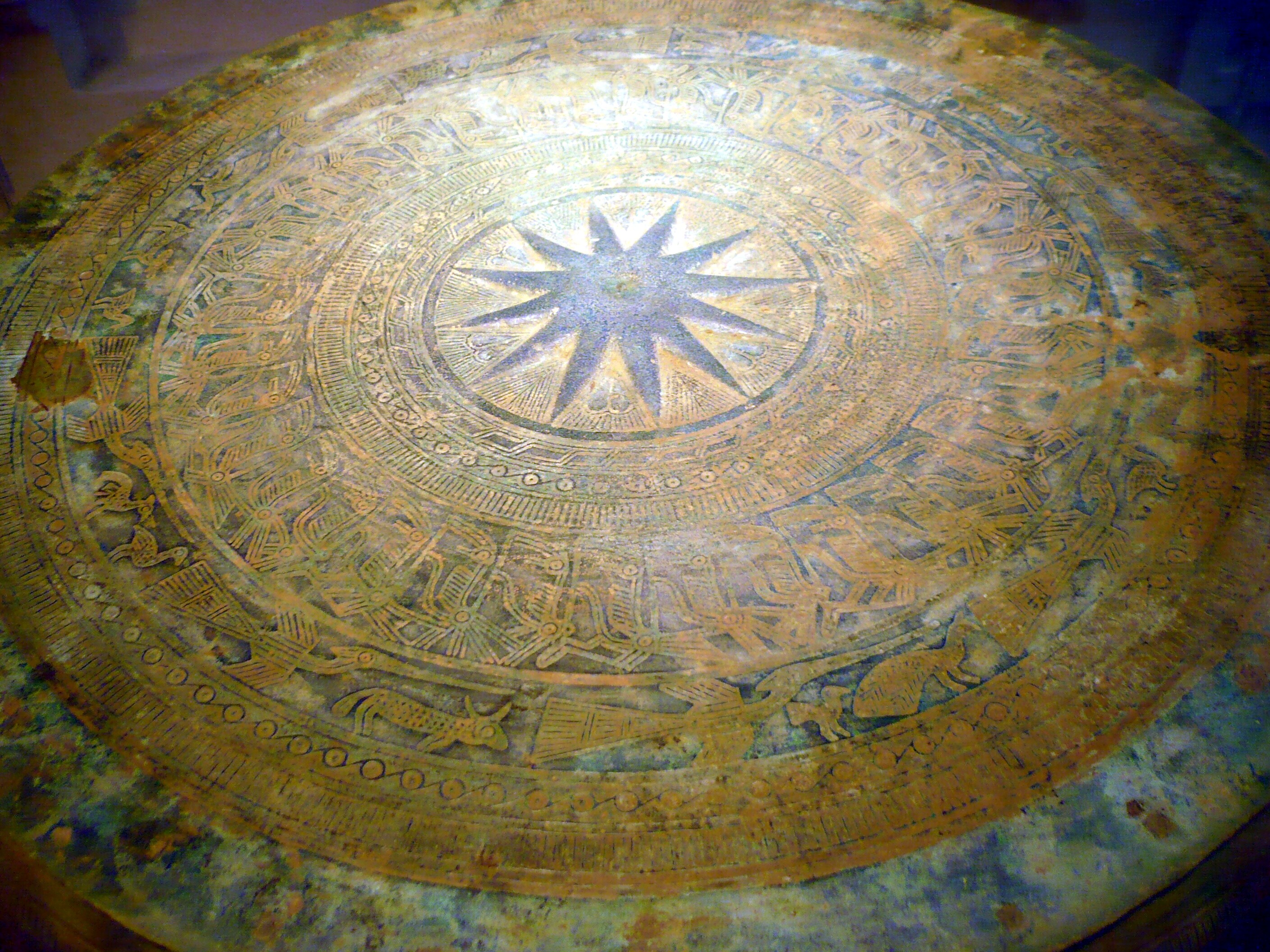
Trống đồng Đông Sơn, trưng bày tại Bảo tàng Lịch sử Việt Nam, Hà Nội, Việt Nam
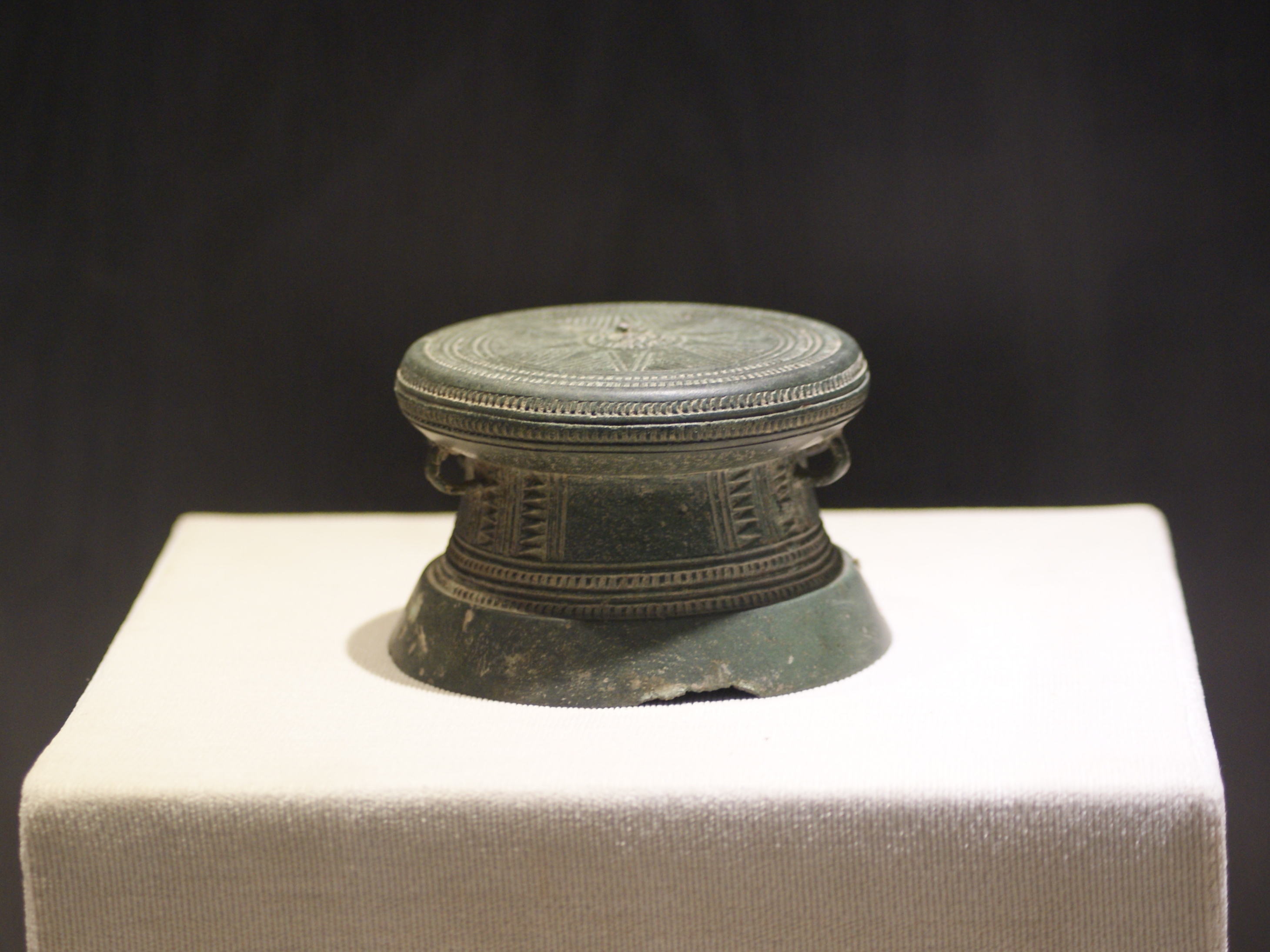
Trống đồng cỡ nhỏ tại bảo tàng Hà Nội
Hình ảnh vector

## Văn hóa,xã hộiLạc Việt theo hình thức trống

### Kinh tế và văn hoá vật chất
Trống đồng Đông Sơn là sản phẩm của nền văn minh nông nghiệp phát triển. Việc phát hiện ra những lưỡi cày đồng và những hình bò được khắc trên thân trống chứng tỏ thời kỳ này đã biết sử dụng sức kéo động vật vào canh tác nông nghiệp. Ngoài ra, các nghề đánh cá, săn bắn, chăn nuôi gia súc và sản xuất thủ công cũng phát triển trong thời kỳ này.
Phần lớn những nơi phát hiện có trống phân bố dọc theo triền những con sông lớn ở đồng bằng Bắc Bộ và Bắc Trung Bộ. Trống có thể đã được phân phối bằng đường thủy.
Ngoài ra, trong xã hội Lạc Việt có tồn tại sự bất bình đẳng về tài sản. Điều này được phản ánh rõ ràng trong sự phân bố những hiện vật tuỳ táng ở các ngôi mộ người giàu và người nghèo thuộc thời đại đồ đồng.

### Quan niệm tôn giáo
- Việc gắn hình ngôi sao ở trung tâm mặt trống là biểu tượng của tục thờ thần Mặt Trời.
- Những người hóa trang lông chim trên trống đồng thể hiện vật tổ của cư dân bấy giờ là loài chim.
- Từ những cảnh linh hoạt trên trống đồng, nhiều nhà nghiên cứu đã cho rằng đó là "lễ khánh thành trống đồng", "lễ chiêu hồn", "đám tang" hoặc "lễ cầu mùa"...

### Nghệ thuật

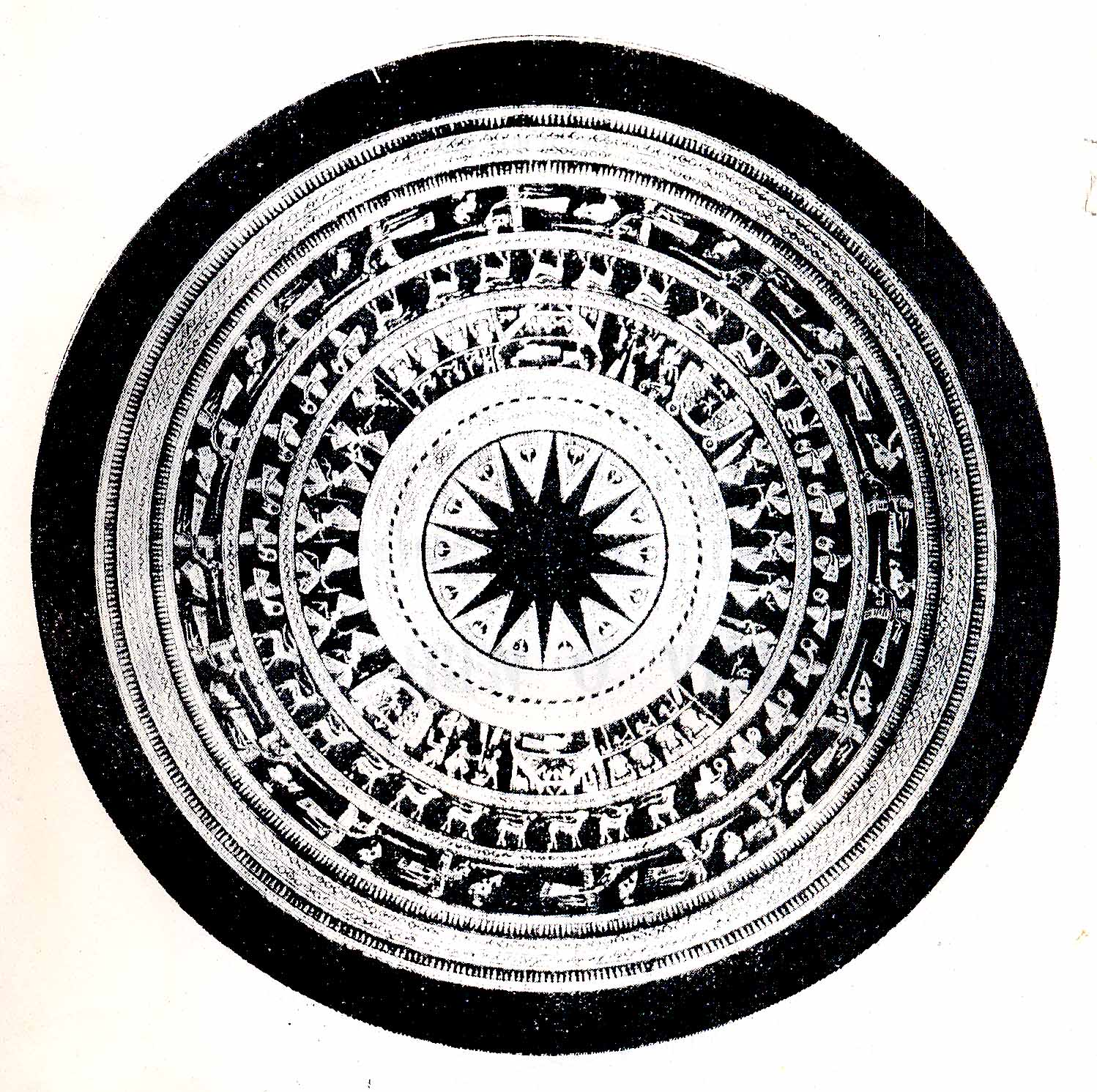
Hoa văn trên mặt trống đồng Ngọc Lũ 1

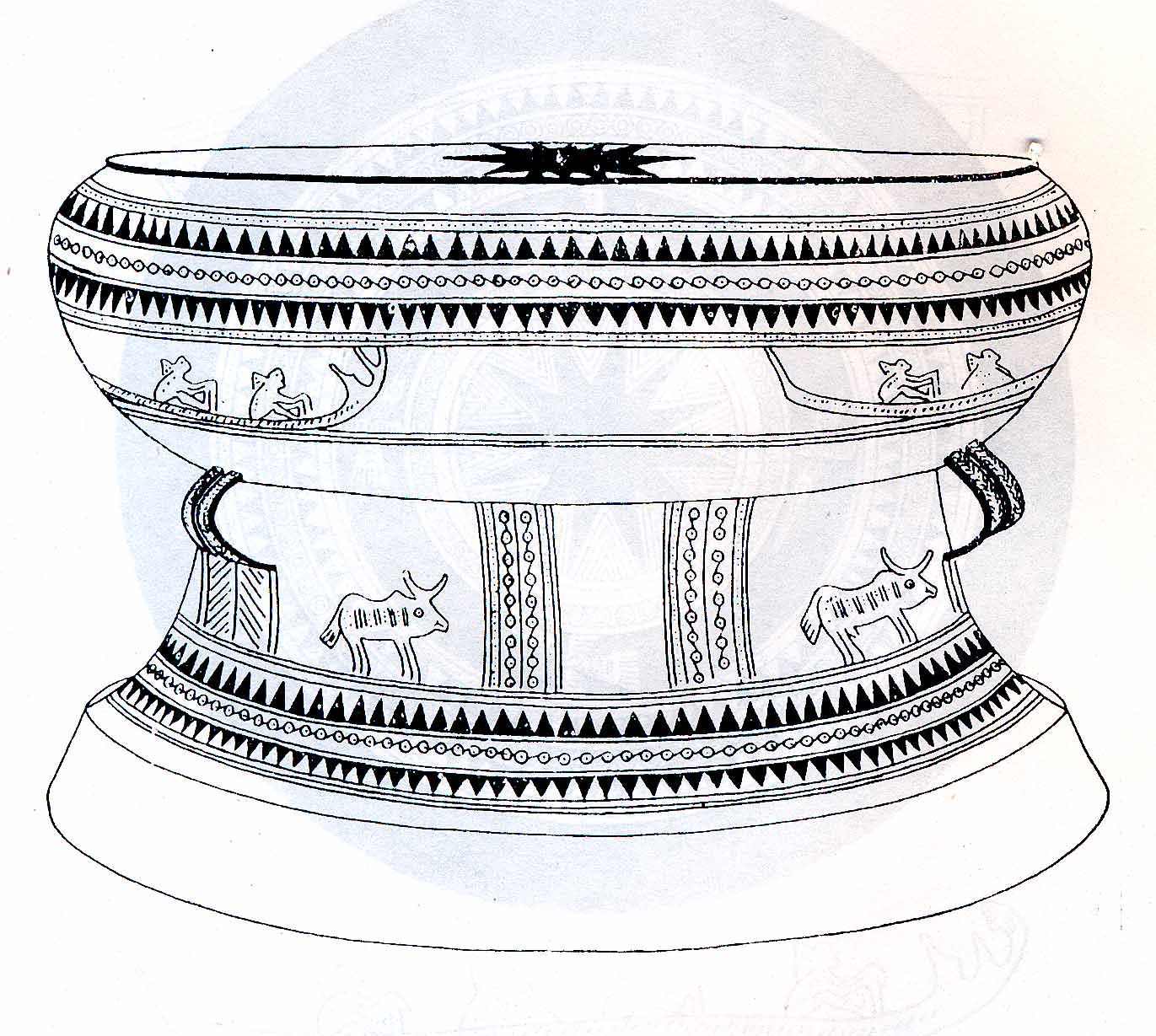
Hình dáng trống đồng Làng Vạc 1

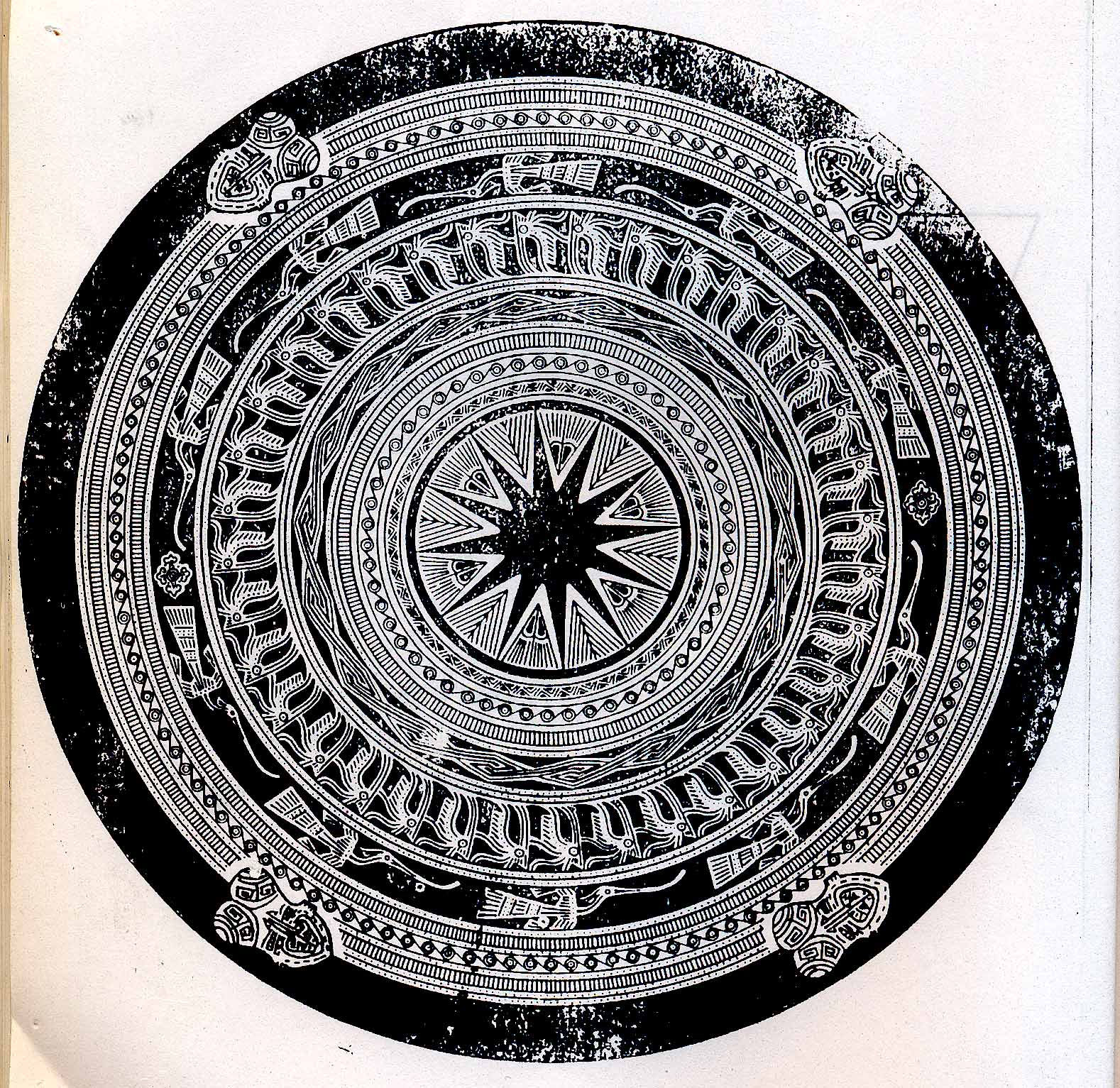
Hình dáng trống đồng Phú Phương 1

#### Trang phục
Quần áo được tả trên trống có các loại như: áo hai vạt ngắn, áo hai vạt dài, váy, khố...Họ đội nhiều loại mũ, tết các kiểu tóc khác nhau.

#### Kiến trúc
Dựa theo những hình khắc trên trống đồng cho thấy có hai loại hình kiến trúc là nhà sàn mái cong và nhà sàn mái tròn. Nhà có 2 cột chống ở phía đầu nhà, hai đầu và ở giữa có kê thang để lên sàn. Nhà mái tròn thường có một người (hoặc không có người) đứng giữa cửa, hai bên của có chắn phên. Nhà mái tròn có thể liên quan đến tín ngưỡng và tạm gọi là "nhà thờ". Còn những ngôi nhà có mái cong như hình thuyền lại có nhiều người có thể liên hệ rằng đó là "nhà ở". Hai góc mái có những đường hồi hoa văn trang trí. Có thể nói nhà sàn là loại hình kiến trúc chủ yếu của người Lạc Việt.

#### Tượng trang trí
Có tượng hình chó trên mặt trống nhỏ Đông Sơn, tượng cóc trên mặt các trống nhóm C. Hình tượng còn rất sơ lược nhưng nếu so sánh với thời đại hậu kỳ đồ đá mới có nghệ thuật vẫn chỉ là dạng hoa văn minh họa, thì chúng ta mới thấy bước tiến bộ về mặt nghệ thuật cũng như về kỹ thuật điêu khắc ở thời đại đồ đồng.

#### Vũ nghệ
Trên trống đồng, những người múa thường được phục trang bằng những bộ quần áo như: mũ lông chim cao hoặc mặt nạ, tay đôi khi cầm vũ khí. Mỗi tốp người múa thường có từ 3,4 hoặc 6 đến 7 người. Trong tốp này có người thổi tù và, còn những người còn lại biểu diễn theo một động tác thống nhất, chuyển động từ trái sang phải, người sau nối tiếp người trước một quãng đều đặn, tất cả diễu hành vòng quanh ngôi sao (mặt trời).

#### Âm nhạc
Theo hình khắc trên trống đồng cho thấy có hai loại nhạc khí được sử dụng bấy giờ là trống. Có hai cách sử dụng trống:
- Trống một người biểu diễn như hình người cầm trống trong nhà hay trên thuyền để giữ nhịp.
- Trống diễn tấu trong một dàn trống. Người đánh trống ngồi hoặc đứng trên sàn, cầm gậy dài đánh theo chiều đứng. Trống được đặt trên những chiếc giá sát đất. Kiểu đánh này vẫn được nhìn thấy hiện nay ở những ngày hội của đồng bào Mường ở các tỉnh Hoà Bình.

#### Nghệ thuật tạo hình
Nghệ thuật trống đồng khá độc đáo, đặc trưng bởi kỹ thuật khắc chạm trên khuôn tạo ra những hình ảnh khắc chìm chủ yếu trên mặt trống, còn trên thân trống thì là hình khắc hơi nổi. Nghệ nhân đã xây dựng hình ảnh trong những bố cục tròn trên mặt trống và ô chữ nhật trên thân trống, bên trong loại bố cục này thì hình ảnh được sắp xếp rất cân đối. Hình ảnh con người luôn được diễn tả theo tư thế động: múa, giã gạo, đánh trống, bơi chải...Về mặt bố cục, tất cả người, động vật đều diễu hành quanh ngôi sao giữa mặt trống. Đặc biệt, phần tạo hình ở đây hơi giống kiểu tạo hình Ai Cập. Ví dụ: tốp người múa trên mặt trống có ngực hướng thẳng về phía khán giả, chân và đầu theo lối nhìn nghiêng. Còn trong hình chim bay thì thân cánh và đuôi được tả theo hình nhìn từ trên xuống, còn đầu thì theo lối nhìn nghiêng.

### Những kiến thức khoa học
- Kỹ thuật đúc: Trống đồng là một hiện vật khá lớn. Chiếc trống cỡ lớn có đường kính mặt trống xấp xỉ 90 cm, chiều cao trên dưới 60 cm, nặng gần 100 kg, hình thể phức tạp: tang trống phần trên phình ra hình nón cụt, giữa thắt lại hình trụ tròn, phần chân loe ra hình phễu. Để đúc một vật như vậy không hề đơn giản. Những nghiên cứu đã chỉ ra rằng trống được đúc bằng khuôn hai mảnh, rìa mặt trống còn để lại những dấu vết cách đều, đó là dấu vết con kê để căn đều chiều dày thành trống trên khuôn đúc. Để đúc thành công như vậy thì người nghệ nhân phải đạt được hàng loạt các yêu cầu về kỹ thuật như phải có một nhiệt độ cao để nung chảy hợp kim đồng, phải tìm được vật liệu chịu lửa để làm khuôn đúc, phải nắm vững được tính năng hóa lý của mỗi kim loại trong hợp kim đồng, đặc biệt là phải có kỹ thuật đúc với tay nghề thành thạo. Quan sát hệ thống hoa văn dày đặc và tinh xảo trên trống Ngọc Lũ 1 và trống Hoàng Hạ có thể kết luận được xã hội Lạc Việt có những người thợ đúc lành nghề.
- Số lượng những cánh sao, động vật, những hình thuyền trong vành hầu hết đều là số chẵn. Điều này chứng tỏ người Lạc Việt đã rất chú ý đến việc tính đếm. Trong số những số lượng cánh sao nổi bật lên là con số 12 (chiếm 46,1% tổng số). Số này liên quan đến số lượng tháng trong một năm.
- Các nhóm thuyền khắc trên trống thể hiện sự phát triển về kỹ thuật quân sự của thời này. Trong số 436 người được khắc trên các trống có 175 người cầm vũ khí (40,1%). Các loại vũ khí gồm: giáo, rìu, cung, dao găm và mộc.

### Trống đồng Đông Sơn với xã hội Vua Hùng Vương
Những trống đồng Đông Sơn đầu tiên đã xuất hiện vào những thế kỷ 6 TCN và thế kỷ 7 TCN trên địa bàn miền Bắc Việt Nam ngày nay, thuộc thời kỳ Hùng Vương. Nhưng lịch sử về thời đại các vua Hùng còn đang được giới sử học tranh luận chưa ngã ngũ vì chưa tìm được "dấu ấn" của vua Hùng. Những hình khắc trên trống đồng Đông Sơn giờ đây có thể nói lên phần nào xã hội thời bấy giờ.
Theo "truyền thuyết trăm trứng" và "Đẻ đất đẻ nước", 50 người con về đồng bằng trở thành tổ tiên người Việt, 47 người di cư lên miền núi trở thành tổ tiên các dân tộc miền núi, còn lại 3 người từ những trứng nở đầu tiên tên là Tá Cần, Tá Kài và cô nàng Kịt, ba người sống chung với nhau... Về sau Tá Cần lên làm vua và đã từng lấy Bà Chu Bà Chuông làm vợ sinh ra 18 người con: 9 trai và 9 gái. Họ trở thành lang và chia nhau đi coi các bản mường. Con số 18 khá quan trọng trong lịch sử dựng nước và giữ nước người Lạc Việt, giống như số 60 của người Babylon ở Lưỡng Hà hay số 20 của người Maya cổ.
Nghiên cứu số lượng chim trên các vành chim bay (chim vật tổ của người Lạc Việt) chúng ta nhận thấy phần lớn mỗi vành đều có 18 chim. Điều đặc biệt là trên mặt trống đồng Sông Đà, người nghệ nhân do lúc đầu sơ ý đã chia nhầm thành 17 cung bằng nhau, khi khắc đến hình chim thứ 16 thì chỉ còn một đoạn, do đó đã phải cố khắc hai con chim vào vành cuối này cho đủ số lượng là 18 con. Có thể nghĩ rằng con số 18 đời Hùng Vương là 18 dòng họ đầu tiên, kết hợp với nhau trong liên minh bộ lạc Văn Lang.